# تپه سنرد
تپه سنرد مربوط به دوران‌های تاریخی پس از اسلام است و در شهرستان گرمسار، بخش مرکزی، روستای سنرد واقع شده و این اثر در تاریخ ۱۱ دی ۱۳۸۰ با شمارهٔ ثبت ۴۶۵۵ به‌عنوان یکی از آثار ملی ایران به ثبت رسیده است.